# 施普雷-尼斯县
施普雷-尼斯县（德語：Landkreis Spree-Neiße）是德国勃兰登堡州东南部的一个县，得名于施普雷河和尼斯河，首府劳西茨地区福斯特。